# Рюдесхаймер Плац (станция метро)
«Рюдесхаймер Плац» (нем. Rüdesheimer Platz) — станция Берлинского метрополитена. Расположена на линии U3, между станциями «Хайдельбергер Плац» (нем. Heidelberger Platz) и «Брайтенбахплац» (нем. Breitenbachplatz). Станция расположена под улицей Рюдесхаймер (нем. Rüdesheimer Straße).

## История
Станция открыта 12 октября 1913 года в составе участка «Хоэнцоллернплац» — «Тильплац» и расположена в районе Берлина Шарлоттенбург-Вильмерсдорф, который ранее был пригородом. Во время Второй мировой войны станция была повреждена, и при реконструкции некоторые элементы оформления как вестибюля, так и станционного зала восстановлены не были.

## Архитектура и оформление

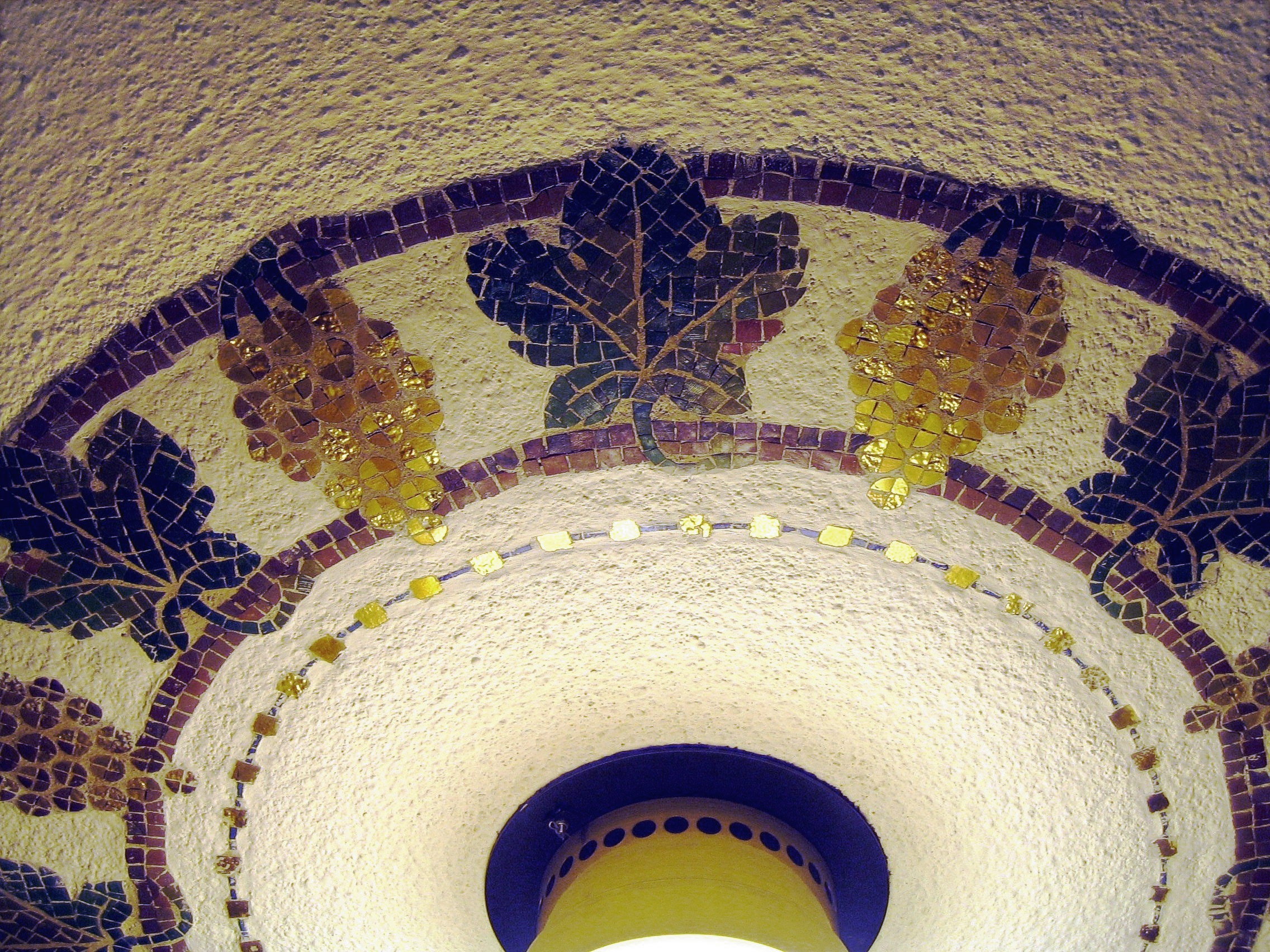
Потолочная мозаика

«Рюдесхаймер Плац» — двухпролётная колонная станция мелкого заложения (глубина — 5 метров). Сооружена по проекту архитектора Вильгельма Лайтгебеля. Тематика оформления станции — земледелие и, в частности, виноградарство. Потолок станции поддерживается рядом гранитных колонн восьмиугольного сечения. В путевых стенах созданы ниши, чередующиеся с участками ровной стены, изначально планировавшейся под рекламные плакаты. Нижняя часть путевых стен облицована коричневым кафелем и отделена от верхней части полосой тёмно-зелёного кафеля. Путевые станции украшены керамическими тёмно-зелёными вставками с изображением виноградных листьев, гроздей винограда, насекомых и рептилий художника Мартина Меиер-Пирица. На потолке расположены мозаики диаметром около метра с изображением виноградной лозы, в центре каждой мозаики расположен светильник. Вестибюли станций оборудованы металлическими решётками, украшенными также коваными элементами на тему виноделия. На станции сохранились 3 деревянных скамьи, в южном вестибюле — деревянная билетная касса.